# 祓国都城
祓国都城，遗址位于青岛市胶州市里岔镇孙家庄，是中华人民共和国全国重点文物保护单位之一。1984年，以“牧马城遗址”的名称，被青岛市人民政府列为市级重点文物保护单位。2006年12月7日，以“祓国都城遗址及墓群”的名称授予山东省文物保护单位。2013年5月，被中国国务院授予第七批全国重点文物保护单位（古遗址），是一座汉朝城池遗址。
祓，是汉朝的侯国。明朝时，在此处饲养军马，故修缮过旧城。